# Чемпионат мира по конькобежному спорту на отдельных дистанциях 2017 — командная гонка (женщины)
Соревнования в командной гонке среди женщин на чемпионате мира по конькобежному спорту на отдельных дистанциях 2017 года прошли 10 февраля на катке Gangneung Oval в Канныне, Южная Корея.

## Результаты
| Место | Страна           | Участники                                                | Время   | Отставание |
| ----- | ---------------- | -------------------------------------------------------- | ------- | ---------- |
| 1     | Нидерланды       | Ирен Вюст Маррит Ленстра Антоинетте де Йонг              | 2.55,85 |            |
| 2     | Япония           | Мисаки Осигири Михо Такаги Нана Такаги                   | 2.56,50 | +0,65      |
| 3     | Россия           | Ольга Граф Екатерина Шихова Наталья Воронина             | 3.00,51 | +4,66      |
| 4     | Германия         | Роксанне Дуфтер Габриэле Хиршбихлер Клаудия Пехштайн     | 3.02,88 | +7,03      |
| 5     | Республика Корея | Ким Бо Рым Ryosuke Tsuchiya Но Сон Ён                    | 3.02,95 | +7,10      |
| 6     | США              | Петра Аккер Келли Гантер Миа Манганелло                  | 3.04,01 | +8,16      |
| 7     | Польша           | Катажина Бахледа-Цурусь Наталия Червонка Катажина Возняк | 3.04,16 | +8,31      |
| 8     | Канада           | Ивани Блонден Брианна Татт Изабель Вайдеман              | DNF     |            |

- DNF - не закончили дистанцию